# ۱۲ ربیع‌الثانی
۱۲ ربیع‌الثانی، دوازدهمین روز از ماه ربیع‌الثانی در تقویم هجری قمری است.
در تقویم هجری قمری قراردادی این روز صد و یکمین روز سال است.